# Kenyanska köket

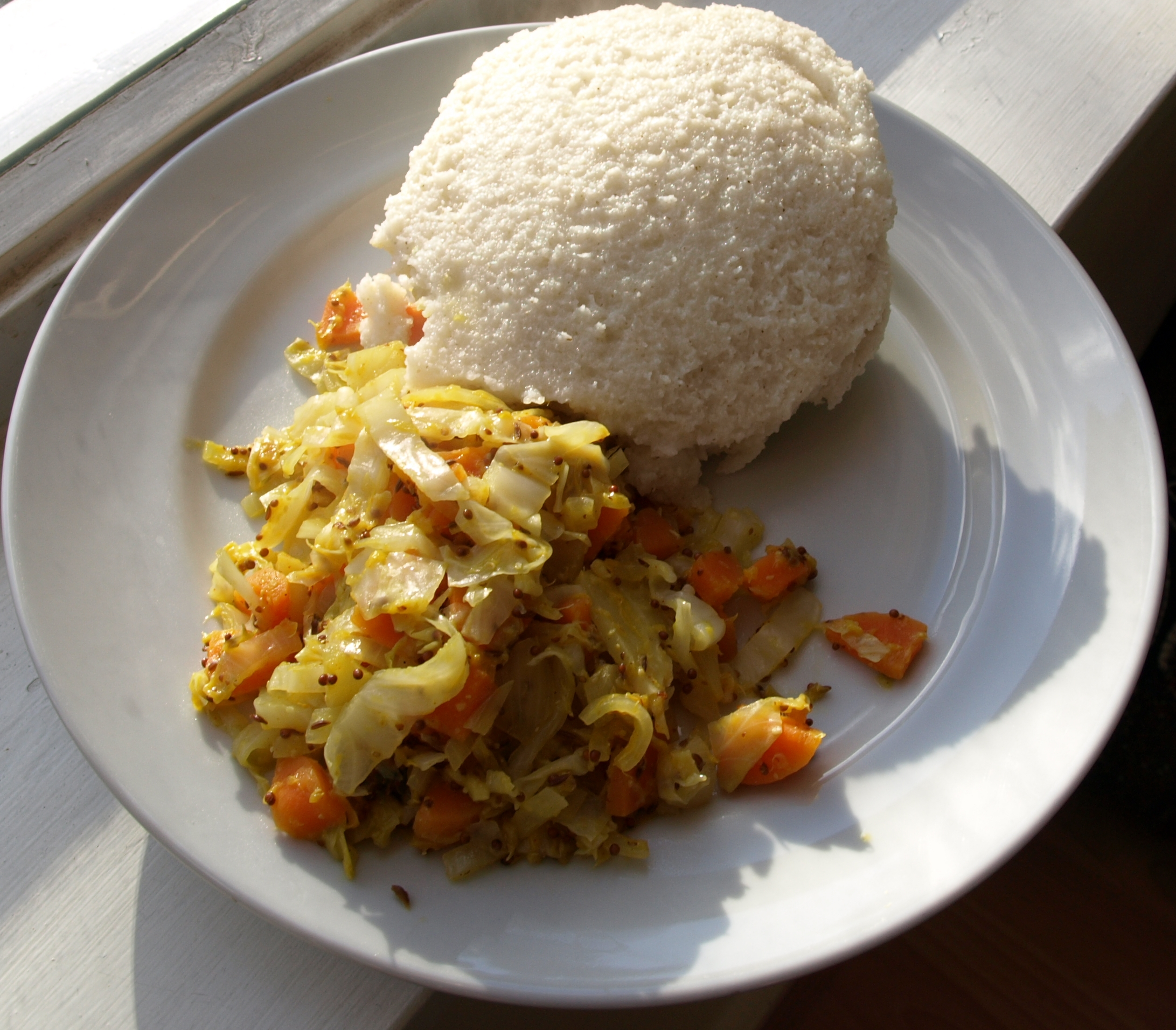
Ugali och fräst kål.

Kenya har ingen särskild matkultur som identifierar landet. Istället består det kulinariska köket av olika kulturer som praktiseras i landets olika samhällen. Majsgröt, lokalt kallad "Ugali" (på swahili) är en återkommande maträtt som ofta äts av fattiga i de små byarna. Gröten är dock vanlig även bland medelklassen. Andra vanliga maträtter är sötpotatis och tarorötter. De lite mer välmående äter ofta ris och ris ingår i de flesta kenyanska maträtter. Samaki wa Kukaanga är en vanlig maträtt som består av kryddad friterad fisk. Fisken säljs ofta i stånd vid exempelvis motorvägar, ungefär som det säljs varmkorv i Europa. 

## Odling
Kenya har många majsodlingar och det finns många familjer som odlar majs internt. När torkan kommer blir det dock svårare att odla majs, och massdöd kan även ske bland djuren vilket brukar leda till svår svält bland befolkningen. Man beräknar att nästan 80 procent av alla kenyaner försörjer sig på jordbruket och naturligtvis blir det då ännu svårare att få tag på mat än var det redan var. Den värsta torkan i Kenyas historia ägde rum kring 1999-2001. 